# 修養団

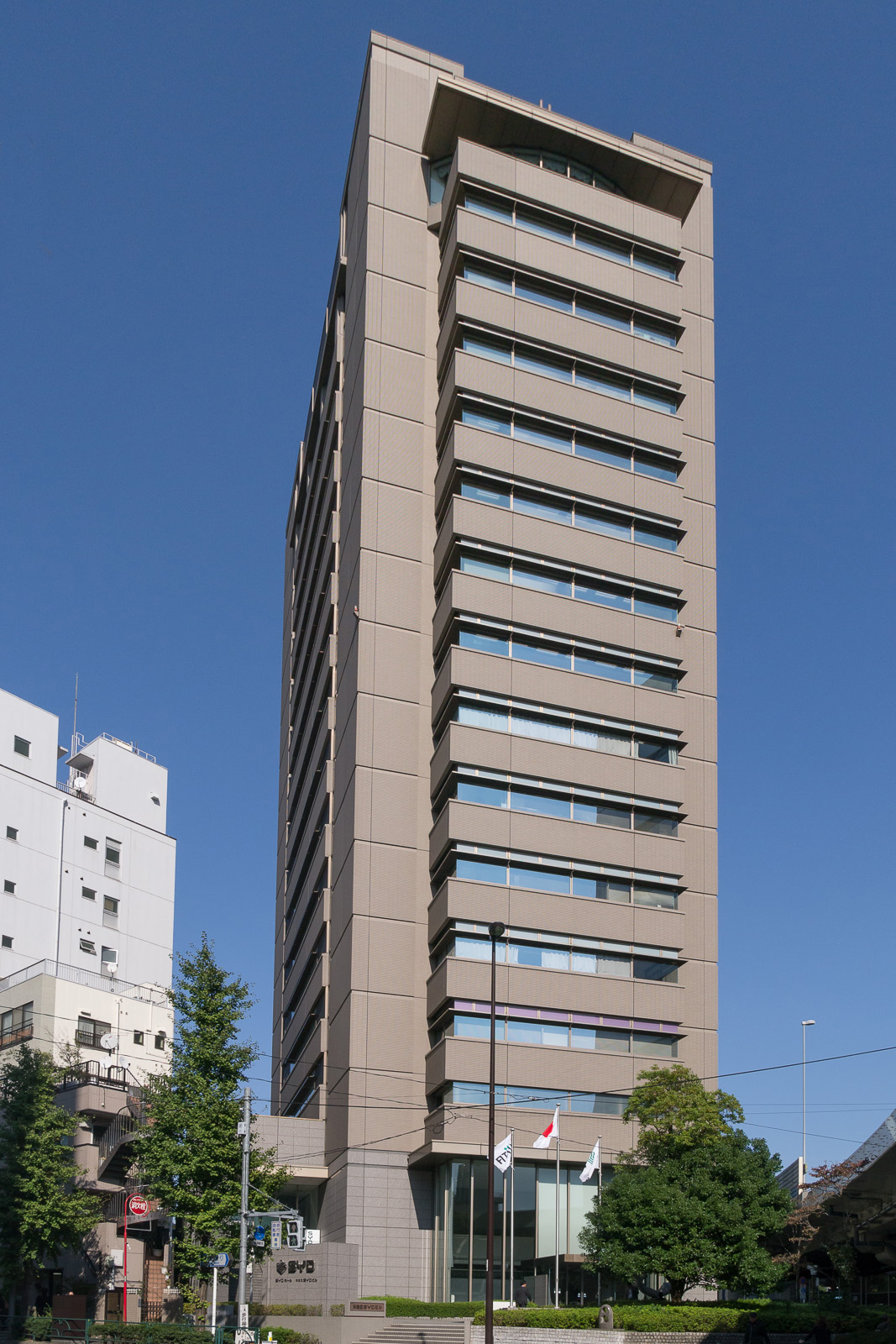
修養団SYDビル （東京・千駄ヶ谷）

公益財団法人修養団（こうえきざいだんほうじん しゅうようだん、略称SYD）は、日本の公益財団法人。以前は文部科学省所管であったが、公益法人認定法の制定に伴い現在は内閣府の認定を受けている。

## 概要
修養団は、1906年(明治39年)2月11日に蓮沼門三が作った社会教育団体である。蓮沼が東京府師範学校(現・東京学芸大学)時代に始めた「美化運動」がその起源である。
「総親和」「総努力」をスローガンに「白色倫理運動」を展開、大正デモクラシーに逆行する「日本精神」の普及を行った。昭和初期には当時の国家主義者から期待された団体である。
皇国史観に基づく歴史年表を発行するなど、1937年(昭和12年)8月24日の閣議決定で推進された国民精神総動員運動を、民間の側から推進した。
修養団は蓮沼の『道のひかり』を信条とし、日本主義による倫理の確立を目指している
。
機関紙『向上』を発行している。
今日でも、子ども自然体験キャンプ、海外の恵まれない子たちとの交流活動のほかに、家庭教育や社会人教育などの事業を展開している。
1923年(大正12年)に財団法人化、
2011年(平成23年)4月1日に公益財団法人としての認定を受けた。
初代団長に田尻稲次郎、2代目団長に平沼騏一郎、初代後援会長に渋沢栄一などの著名人の名前が見られる
。また、その後の会長には大槻文平、
副会長には小山五郎、三田勝茂、日向方斉などの名が見られる。
太平洋戦争前から住友金属、日立製作所などの大手企業が修養団の教えを広めた。また政府からも産業界からも大きな期待がかけられた団体だった。

## 歴史

### 起源
修養団の起源は、蓮沼が青山師範学校(現・東京学芸大学)時代に始めた「美化運動」である
。
この「美化運動」を母体として次に作られたのが「風紀革正会」である
。
同好会的な学生の運動だった
「風紀革正会」が更に大きくなって社会教育運動のための団体に変わったのが修養団で、
1906年(明治39年)2月11日に旗揚げされた。
この時、蓮沼が起草したのが次の三大主義である。
第一、瞑想する。瞑想することにより以下のことができるのである。したがって、毎夜寝る前に床をのべたところで、座って瞑想するのである。
イ まず胆力の養成。
ロ 忿怒を鎮圧する。いかなるときにも怒るということを抑える。
ハ 情欲の鎮静。
ニ 学問の工夫。
第二、偉人崇拝の精神を涵養する。
第三、流汗。汗を流し、努力して理想の寄宿舎を建設する。
それには、
イ 清潔心を養う。
ロ 同情心を養う。
ハ 個人制裁を重くする。
ニ 全校生徒の談話会を開く。
ホ 『修養団』というガリ版の小雑誌を刊行する。
ヘ 寄宿舎の設備を完全なものにする。さらにこのヘを徹底させるためには修養室を作ること。自習室をきれいにする。談話室、応接室、食堂をきれいにする。花壇も作って草花を植える。食堂をさらに改良して自炊制度を確立する。図書館を拡張する。それらの点について、具体的に研究する。
また、修養団の団員になるためには次の2つの誓願をしなければならなかった。
一、同胞愛 人よ醒めよ、醒めて愛に帰れ、愛なき人生は暗黒なり、共に祈りつゝ総ての人と親しめ、我が住む郷に一人の争ふものなき迄に。
一、流汗鍛練 人よ起て、起ちて汗に帰れ、汗なき社会は堕落なり、共に祈りつゝ総ての人と働け、我が住む里に一人の怠る者なき迄に。
その他、入団時には、「帝国風紀革正の同志たることを誓約す」という一文に署名することが
求められた。
大正時代の入団案内には、次のような一文が見られる。
本団ノ目的ハ流汗鍛練、同胞相愛ノ主張ト実現トニ因リ皇国ノ進運二貢献スルニアリ。
これは規約の第1条である。
修養団旗揚げ時、蓮沼は次のような設立趣意書を読み上げている。
第2代団長だった平沼騏一郎は「総親和」「総努力」「大愛の精神」を平沼内閣のスローガンとした。

### 実業界との接触
修養団は当初は学校を中心とした精神運動だったが、1909年(明治42年)の春に蓮沼が渋沢栄一を訪ねたことで
実業界との関係を持ち始めた。
渋沢は紹介状を持たない人物とは会おうとしなかったが、蓮沼は渋沢に会うために
10メートル余りに及んだ長文の手紙を書いて送り、苦労のすえ面会に至り、
資金援助を得ることができるようになった。
渋沢栄一が修養団において果たした役割は小さくない。渋沢は、蓮沼の「精神の修養」を重視する姿勢を評価して後援した。
渋沢が援助の手を差し伸べて以降、修養団は政財界や教育界の有力者からの後援を得られるようになった
。
援助した代表的な人物は、森村市左衛門、手島精一、新渡戸稲造、
岡田良平、井上友一、床次竹二郎などである
。
財閥グループの中では小倉正恒が熱心だったので、住友財閥と修養団の関係が深い
。
住友財閥が修養団の受け入れを決めたのは、小倉が本店理事だった1919年(大正8年)12月のことである
。
激化する労働争議に対抗するために、小倉は、住友製鋼所、住友伸銅所(後の住友金属工業)、
住友電線へと、修養団支部を拡大していった。
小倉以外では東芝の大田黒重五郎、秩父セメントの諸井恒平も熱心だった。
修養団は、八幡製鉄、東京電気会社(現・東芝)でも導入された
。

### 規模拡大
修養団創立10周年の1916年(大正5年)の段階では団員3千人だったが、
1921年(大正10年)には修養団の規模は、支部175、団員6万6718人にまで拡大した。
支部は、師範学校、各地の大学の他、工事事業場、市町村に拡大し、地方連合会の設立にまで至った
。
1923年(大正12年)に財団法人化、
1924年(大正13年)に初代団長だった田尻稲次郎が亡くなり、代わって平沼騏一郎が第2代団長になってから
修養団は大躍進の時代に入った。
1926年(大正15年)、代々木にある現在の修養団の土地を宮内省御領地から無償貸与されて、
修養団会館を建設した。
なお、同じころ、蓮沼と盟友で「青年団運動の父」と呼ばれる田沢義鋪の尽力で
明治神宮外苑に日本青年館が建設されている。
修養団の活動が労働者・企業レベルへ広まっていった要因の1つは、
田沢義鋪の協力によるところがある。
修養団の企業への浸透は、協調会の修養団式講習会を通じて始まった。
協調会とは、1919年末に「官民一致の民間機関」として設立された労働問題を専門に扱う団体である
。
官僚側からは床次竹二郎内務大臣(当時)と財界からは渋沢栄一や日本工業倶楽部の人間が
中心になって設立された。
協調会は多種多様な事業を行ったが、中でも、労働争議の調停と修養主義に基づく労務者講習会の実施が
大きな効果をあげた。
協調会の内実は、実際は修養団そのもので、修養団が講習を行った。
講習の受講者の多くが修養団に入団して団員となり、その団員たちが企業内に修養団の活動を広めた
。

### 昭和初期
昭和初期に入り国家社会主義や革新右翼、観念右翼が跋扈し始めると、
国家主義者は修養団に期待をかけた。実際に修養団は「日本が戦時色を強めれば強めるほど、軍部からも産業界からも、植民地統治の当局者からも
大きな期待がかけられた団体」になった。
実際に修養団は、国家に対して様々な協力を惜しまなかった。
例えば、1937年(昭和12年)8月24日の閣議決定に始まる国民精神総動員運動を
民間の側から推進した。
それ以外にも、社会事業として、1934年(昭和9年)9月の東京府委託満州開拓団移民訓練所、
満州国産業開発先遣隊員短期訓練事業、
知識階級百日訓練道場などを行った。
このうち、訓練所の事業では80人の花嫁を含めて約250人を満州に送った。
太平洋戦争中、修養団は戦時体制を支える団体として六百万人くらいの団員を抱えていた
(太平洋戦争敗戦時で、団員の累計は六百二十万人である)。

### 敗戦後
日本の敗戦後、大部分の教化団体はGHQによって解散させられたが、
修養団はGHQから存続を認められた。
解散を免れたのは、修養団以外では報徳会のみである。
蓮沼は「敗戦の道義的責任を痛感して」主幹を一時やめた(1951年(昭和26年)に復帰)。
敗戦後ほとんど間もない1945年(昭和20年)11月15日には蓮沼が昭和天皇に社会教育について進講、
10月から12月にかけては、国民道義昂揚協議会、家庭教育振興協議会、貯蓄推進協議会、
家庭生活科学化協議会、幹部勤労者啓発会、勤労者啓発会を各地で開催するなど運動は活発だった。
太平洋戦争後、修養団の活動が太平洋戦争前のよう広く一般人に対して行われることは少なくなり、
企業に対する活動が主体となった。
また、企業だけでなく、国・地方公共団体の行う社会教育運動にも活動を広げた。
戦後の修養団を物心両面で支えたのは企業経営者である。
修養団は、1974年4月に結成された「日本を守る会」に結成当初から参加している。

## 社会教育活動
日本の社会教育活動において、修養団から広がったものも多い。
修養団が全国各地で実施した野外研修の朝礼に行われた体操は「国民体操」（松元稲穂による考案）と呼ばれ、この国民体操をベースに作られたのがNHKラジオ体操である。ラジオ体操のルーツを辿ると、修養団にいきつく。。
大正2年、蓮沼はイギリス生まれの少年団活動であるボーイスカウト運動の概況を聞いた。蓮沼は修養団でそれができないかと、修養団幹事の小柴博に持ちかけ、小柴は東京少年団を組織した。これが発展し東京連合少年団となった。そして大正時代後期、東京連合少年団が母胎となって少年団日本連盟（日本ボーイスカウト連盟の前身）が結成された。

## みそぎ研修
修養団は伊勢市に神都国民道場というものを持っていて、
日本の企業が自社の新入社員に対して愛社心を養生するために皇大神宮前の五十鈴川での「みそぎ研修」を提供している。
修養団が、大手企業に提供している新入社員についてはよく知られている。
書かれた時期が古いが、
堀幸雄はその著書『戦後の右翼勢力』(増補版)の中で、1982年4月20日付の毎日新聞の記事を引用している。
その内容は以下のようなものである。
毎日新聞以外では、タイム誌のアラン・タンズマン記者が実際に体験してそのレポートを
タイム1983年1月31日号(国際版は2月7日号)に書いている。
タンズマンの言によると、水の冷たさは寒いを通り越して痛いという感覚だったという。
上記の記事では男性の例しか出てこないが、女性の場合は薄物をまとい、男の場合と同様に鉢巻きをし、
夜か朝に、明治天皇の和歌を唱和して一分間五十鈴川に肩までるかる。
修養団は、これを「水行」と呼んでいる。
これは夏冬無関係に提供される研修である。
鉢巻きには「愛 汗」と書かれている。
日立グループ、
住友金属、
宇部興産、三菱金属、
トヨタ車体、
東芝、三菱電機、
松下電器産業などが
継続的にこのような社員研修を行っている。

## 著名人
松下幸之助は修養団の精神に感銘し、顧問を務めた（昭和51年（1976年）～平成元年（1989年））。また、安岡正篤も同様に蓮沼門三の考えに共感し、顧問を務めている（昭和45年（1970年）～昭和59年（1984年））。
第2代団長である平沼騏一郎は在任中に枢密院議長に就任し、また後には内閣総理大臣に就任して（昭和14年）、自らの国政運営の指針として修養団の精神である「総親和、総努力」を挙げた。
そのほか、土光敏夫、安岡正篤などもバックアップしてきた。

## 創立100周年記念式典
平成17年（2005年）11月13日（日）、明仁天皇・皇后美智子（いずれも当時）の行幸啓を受けて、明治神宮会館において創立100周年記念式典が開催されている。式典での『天皇陛下のおことば』が宮内庁のホームページに掲載されている。また、それに先立つ同年11月1日(火) 、皇居において財団法人修養団理事長より「財団法人修養団創立100周年記念式典について」と題して、天皇・皇后に説明がなされている。

## 理事長
| 修養団団長及び理事長 | 修養団団長及び理事長 | 修養団団長及び理事長                    | 修養団団長及び理事長                             |
| 代数                 | 氏名                 | 在任期間                                | 在任中の主な職                                   |
| -------------------- | -------------------- | --------------------------------------- | ------------------------------------------------ |
| 1                    | 田尻稲次郎           | 大正6年（1917年） - 大正12年（1923年）  | 〔職〕元東京市市長                               |
| 2                    | 平沼騏一郎           | 大正13年（1924年） - 昭和11年（1936年） | 〔職〕枢密院議長                                 |
| 3                    | 二木謙三             | 昭和21年（1946年） - 昭和39年（1964年） | 〔職〕社団法人日本伝染病学会理事長               |
| 1                    | 倉田主税             | 昭和43年（1968年） - 昭和44年（1969年） | 〔職〕株式会社日立製作所会長                     |
| 2                    | 赤坂繁太             | 昭和46年（1971年） - 昭和56年（1981年） | 〔職〕                                           |
| 3                    | 有田一壽             | 昭和57年（1982年） - 平成元年（1989年） | 〔職〕若築建設株式会社会長、クラウンレコード会長 |
| 4                    | 安嶋彌               | 平成4年（1992年） - 平成15年（2003年）  | 〔職〕元文化庁長官                               |
| 5                    | 國分正明             | 平成15年（2003年） - 2014年             | 〔職〕元文部事務次官                             |
| 6                    | 御手洗康             | 2014年 - 現在                           | 〔職〕元文部科学事務次官                         |

- ※在任期間に断続があるのは、戦争激化・敗戦占領等の社会情勢による。
- ※昭和43年（1968年）に、それまでの団長制から理事長制に移行した。
- ※財団としては、理事長制と共に主幹制を併用している。現在の主幹は蓮沼力太郎。

## 後援会
大正14年（1925年）頃、第2代団である平沼騏一郎が修養団後援会の設立を発起し、同年5月30日に丸の内の日本工業倶楽部において設立総会が開催された。歴代後援会長は以下の通り。現在は、個人会員と共に企業会員の制度がある。
| 修養団後援会会長 | 修養団後援会会長 | 修養団後援会会長                                  | 修養団後援会会長                    |
| 代数             | 氏名             | 在任期間                                          | 在任中の職                          |
| ---------------- | ---------------- | ------------------------------------------------- | ----------------------------------- |
| 1                | 渋沢栄一         | 大正14年（1925年）5月30日 - 昭和6年（1931年）11月 | 〔職〕第一銀行頭取                  |
| 2                | 小倉正恆         | 昭和27年（1952年）12月 -                          | 〔職〕元住友財閥総理事              |
| 3                | 倉田主税         | 昭和37年（1962年）5月 - 昭和43年（1968年）5月     | 〔職〕株式会社日立製作所会長        |
| 4                | 中安閑一         | 昭和43年（1968年）5月 - 昭和59年（1984年）1月     | 〔職〕宇部興産社長                  |
| 5                | 駒井健一郎       | 昭和59年（1984年）3月 - 昭和61年（1986年）10月    | 〔職〕株式会社日立製作所相談役      |
| 6                | 大槻文平         | 昭和61年（1986年）12月 - 平成4年（1992年）8月     | 〔職〕日本経営者団体連盟会長        |
| 7                | 草場敏郎         | 平成5年（1993年）5月 - 平成14年（2002年）5月      | 〔職〕さくら銀行相談役              |
| 8                | 藤村正哉         | 平成17年（2005年）8月 - 現在                      | 〔職〕三菱マテリアル株式会社 相談役 |

- ※在任期間に断続があるのは、戦争激化等の社会情勢による。（後援会のため、法人たる公益財団法人修養団とは別組織）